# عون (كربلاء)
ناحية عون هي ناحية في قضاء الحسينية في محافظة كربلاء بالعراق، مساحتها 22 ألف دونم عراقي، سُمّيت على اسم عون بن عبد الله الموجود مقامُه في تلك الناحية، ذُكر أن عَوناً هو ابن عبد الله بن جعفر بن مرعي بن علي الذي ينتسب الى الحسن المجتبى وكان عون الحسني سيداً جليلاً مقيماً في الحائر الحسيني وكانت له ضيعة (مزرعة) على بعد ثلاثة فراسخ (10 كيلومترات) من كربلاء، خرج إليها وأدركه الموت هناك فدفن في ضيعته وبُني مرقده، ذُكر مرقد عون في كتاب دليل الخليج إذ قال "وبمحاذاة الطريق من المُسيّب إلى كربلاء يمرّ الزائر بقبر عون"، صُمّم المخطط الأساس لناحية عون سنة 2000م، ومساحة الناحية لاستعمالات الأرض الحضرية وفق هذا المخطط هي 28 هكتاراً، سكان الناحية 21002 حتى سنة 2015، وتحيط بالناحية أشجار نخيل خضراء ممتدّة حتى تصل إلى مركز مدينة كربلاء.

## قراها
كانت الحسينية ناحية، وفي 19 أيلول سنة 2009، قرّرَ مجلس محافظة كربلاء تحويل الحسينية من ناحية إلى قضاء، تتبعه ناحيتان، هما ناحية عون وناحية الطف.
في ناحية عون قُرىً زراعية، هنّ قرية بدعة أسود، وفيها بساتين كثيفة مِن أشجار النخيل وفواكه أخرى تنحدر جنوباً إلى نهر الحسينية، وفي شارع عون إلى الجمالية ثم الحُرّ. وقرية الفلاليج جنوب غرب قرية بدعة أسود وبينهما كيلومتران، شكلها مستطيل، فيها تلال أثرية، حدودها الشمالية الحُر والجمالية وعون، ومن الجنوب أراضي بدعة أسود الجمالية، وشرقاً أراضي بدوعة أسود وغرباً حافة المبزل في الجمالية، وقرية المرقدة المجاورة لمرقد الإمام عون، قرية كبيرة كانت تابعة إلى رستاق باروسما، ولا تزال تلالها قائمة، وفي القصبة مقاطعات ذات أشجار نخيل وفواكه وخدمات متكاملة، هنّ مقاطعة أُم غراغر والكعكاعية الغربية وأبو عصيد رقم 14 وبدعة عيشة رقم 16 والحمودية رقم 69 والحصوة رقم 62، وفي المواسم الدينية الشيعية يفِد الشيعة إلى كربلاء لزيارة المراقد، وأما أهل كربلاء فإنهم يخرجون من كربلاء ماشين إلى مرقد عون ثم يعودون لبلدتهم لزيارة مرقد الحسين بن علي.

## خدماتها
فيها 20 مدرسة، ومركز عون للرعاية الصحية في مقاطعة عون بن عبد الله، وينقصها الماء الكافي، وفيها محطة كهرباء عون، ويُعدّ مرقد عون مورداً اقتصادياً مهماً لأهل الناحية.